# Eutolmus tolmeroides
Eutolmus tolmeroides là một loài ruồi trong họ Asilidae. Eutolmus tolmeroides được Bromley miêu tả năm 1928. Loài này phân bố ở vùng Cổ Bắc giới và châu Á.